# Jovana Stevanović
Pour les articles homonymes, voir Stevanović.
Jovana Stevanović est une joueuse de volley-ball serbe née le 30 juin 1992 à Belgrade. Elle mesure 1,91 m et joue au poste de centrale. Elle totalise 71 sélections en équipe de Serbie.

## Clubs
| Club                        | De        | À         |
| --------------------------- | --------- | --------- |
| Étoile Rouge                | 2008-2009 | 2012-2013 |
| VBC Casalmaggiore           | 2013-2014 | 2017-2018 |
| Pallavolo Scandicci         | 2018-2019 | 2019-2020 |
| Futura Volley Busto Arsizio | 2020-2021 | …         |

## Palmarès

### Équipe nationale
- Jeux olympiques
  -  2016 à Rio de Janeiro.
- Championnat du monde
  - Vainqueur : 2018.
- Championnat d'Europe
  - Vainqueur : 2017.
- Coupe du monde
  - Finaliste : 2015.
- Championnat d'Europe des moins de 20 ans
  - Finaliste : 2010.
- Championnat du monde des moins de 18 ans
  - Finaliste : 2009.
- Championnat d'Europe des moins de 18 ans
  - Finaliste : 2009.

### Clubs
- Championnat du monde des clubs
  - Finaliste : 2016.
- Ligue des champions
  - Vainqueur : 2016.
- Coupe de la CEV
  - Finaliste : 2010.
- Championnat de Serbie
  - Vainqueur : 2010, 2011, 2012, 2013.
- Coupe de Serbie
  - Vainqueur : 2010, 2011, 2012, 2013.
- Championnat d'Italie
  - Vainqueur : 2015.
- Supercoupe d'Italie
  - Vainqueur : 2015.
  - Finaliste : 2020.

### Distinctions individuelles
- Ligue des champions féminine de volley-ball 2015-2016 : 2e meilleure centrale[2].